# محمد باحارث
محمد باحارث هو كاتب ومؤلف ومتحدث سعودي، حصل على بكالوريوس في إدارة الأعمال عام 2004 من «جامعة الأعمال والتكنولوجيا» في السعودية، ألف أكثر من 30 كتاباً باللغة العربية وأكثر من 7 كتب باللغة الإنجليزية صنفته مجلة «فوربس الشرق الأوسط» صنفته ضمن أكثر مئة شخص تأثيراً على تويتر في يوليو 2011، تحدث في مؤتمر «تيديكس جدة» في يناير 2016 عن إصابته بمرض الديسلاكسيا.
له العديد من المؤلفات، منها: «رواية ملك المريخ»، وكتاب «حكمة أنت مؤلفها»، و«قوانين التجارة الحضرمية»، و«كيف نصل للعالم الأول»، إضافة إلى كتاب بعنوان "We Hate Google".

## مسيرته
أسس «شركة الأمة المساعدة» في 2014، وهو الرئيس التنفيذي والمدير العام فيها، وهو المدير العام في «مؤسسة نجمة الصباح» منذ يناير 2009، كما أنه رئيس «مجموعة باحارث» منذ 2003.
شغل منصب المدير العام في «مؤسسة الأصول المتجددة للعقارات» (2011-2019)، وكان كاتب عمود في «سي إن إن بالعربية» بين عامي 2017 و2018، وتقلد منصب مدير العلاقات العامة في «وكالة دكان العقارية» بين عامي 2015 و2016، ومدير عام تطوير الأعمال في «مجموعة رشاد فقيها» بين 2010 و2011.

## مؤلفات
- السياسة الأمريكية الخارجية الجديدة: في عهد الرئيس دونالد ترامب، 2017.
- الديسلاكسيا: من محنة إلى منحة، 2016.[1]
- رواية ملك المريخ: رواية قد تغيير العالم، 2018.[2]
- قوانين التجارة الحضرمية، 2017.[3]
- التغنية.
- عالم أشباه الدول.
- الحرب الباردة الجديدة: تحليل الاستراتيجيات المعادية للوطن، 2019.
- الحب: أكبر كذبة صدقها العالم.
- حكمة أنت مؤلفها.
- تجربتي في قانون الجذب.
- هيئة الدعاية والإعلان: مقترح إنشاء جهة حكومية.
- اريد إنشاء دولة للعباقرة.
- دليل الدعاء، 2017.
- شيرلوك هولمز: آلة الزمن.